# Сан Ђовани-Сан Бернардино (Пјаченца)
Сан Ђовани-Сан Бернардино (итал. San Giovanni-San Bernardino) је насеље у Италији у округу Пјаченца, региону Емилија-Ромања.
Према процени из 2011. у насељу је живело 1788 становника. Насеље се налази на надморској висини од 327 м.